# فتح وسلان
جَمْعِيَّةُ الفَتْحِ الرِّياضِيِّ الوِسْلانِيّ ، اختصارًا فَتْحُ وِسْلان، هو نادٍ مغربيٌّ لكرةِ القدمِ أُسِّسَ في عامِ 1997م ، ومقرُّه مدينةُ وسلان.